# Gimli (Manitoba)
Pour les articles homonymes, voir Gimli.
Gimli est une municipalité rurale du Manitoba, située sur la rive ouest du lac Winnipeg, au Canada, à environ 75 km au nord de la ville de Winnipeg. Elle compte près de 6 181 habitants.

## Histoire
Gimli est fondée en 1875 par des colons islandais venus de Kinmount (Ontario). Son nom dérive de Gimlé, le « paradis » de la mythologie nordique. Gimli est l'établissement le plus peuplé de la région de « Nouvelle-Islande », autour du lac Winnipeg, et relève du gouvernement du Manitoba depuis 1881. Chaque année a lieu à Gimli un Icelandic Festival qui célèbre les racines islandaises de la ville.
Elle est connue pour l'événement du Planeur de Gimli en 1983, lorsqu'un Boeing 767 à court de carburant s'est posé sur l'ancienne base des Forces armées canadiennes désaffectée en 1971.

## Démographie
| 2001  | 2006  | 2011  | 2016  |
| ----- | ----- | ----- | ----- |
| 5 158 | 5 797 | 5 845 | 6 181 |

## Personnalités liées à Gimli
- Vilhjalmur Stefansson (1879-1962), explorateur arctique né à Gimli.